# Maissiat (chanteuse)
Amandine Maissiat, également connue sous le nom de Maissiat, née le 9 juillet 1982 à Lyon, est une chanteuse, auteure et compositrice française.

## Biographie
Depuis l'enfance, Maissiat est éprise de musique ; on la voit poser à 5 ans tenant une guitare en plastique ; elle apprend le piano à 11 ans. Elle découvre sa vocation dès son plus jeune âge et mettra tout en œuvre pour vivre de sa passion.

## Carrière musicale

### Subway
En 2005, elle rejoint le groupe féminin Subway, auquel elle apporte ses talents de chanteuse, de musicienne (piano, guitare) et ses textes.

### Carrière solo
En 2009 elle quitte Subway pour se lancer dans une carrière en solo.
A la rentrée 2012 sort un premier EP de cinq titres, Maissiat. En février 2013, après trois ans de travail, sort l'album Tropiques, qui comprend 10 titres, et auquel contribue Katel. En octobre de la même année l'album est réédité, enrichi de quatre chansons inédites, sous le titre Retour aux Tropiques.
Après une tournée en 2013 et 2014, elle revient avec son deuxième album Grand amour qui sort le 18 mars 2016. Pour ce nouveau disque, elle collabore encore avec Katel mais aussi avec Jean-Louis Piérot (qui a travaillé notamment avec Etienne Daho et Alain Bashung). On y décèle "une plume délicate et des notes subtiles" où "tout est dans la justesse et la finesse"
En 2019, elle pose sa voix sur le morceau Lyon que l'on trouve au sein de l'album L'amorce de Dimoné & Kursed.
Elle participe en 2021 avec Clarika au spectacle "Les choses de nos vies", hommage à Jean-Loup Dabadie reprenant les chansons de l'auteur. Le spectacle est mis en scène par Emmanuel Noblet  et une tournée est prévue en 2022.
En  mars 2023 Maissiat sort Delta, son troisième album studio qui sera le support à une tournée Delta Tour.

### Influences
En 2013, Maissiat rencontre Françoise Hardy, à laquelle on la compare souvent et dont elle a repris Gin Tonic sur scène ; elle composera la musique de Quel dommage, chanson qui figure sur l'album Personne d'autre sorti en 2018.
On évoque également Bashung et Étienne Daho.

### Prix et distinctions
Elle reçoit le prix Barbara du ministère de la Culture en 2013

## Principaux concerts

### 2012
15 mars: Les Trois Baudets (Paris). 27 juin: Les Trois Baudets (Paris). 19 septembre: La Cité internationale (Paris)

### 2013
4 avril: Le Café de la Danse (Paris). 21 juin: Fête de la Musique (Palais Royal - Paris). 15 juillet: Les Francofolies (La Rochelle). 19 novembre: La Maroquinerie (Paris)

### 2014
12 février: Les Trois Baudets (Paris). 24 avril: Le Printemps de Bourges (Bourges)

### 2016
11 avril: Le Carreau du Temple (Paris). 11 mai: Le Carreau du Temple (Paris)